# Lethrus cephalotes
Lethrus серhalotes (лат.) — жук семейства навозники-землерои (Geotrupidae) надсемейства пластинчатоусых. В отличие от своих близких родственников — собственно навозников, питается не экскрементами травоядных животных, а растительной пищей.
Под этим названием ("Lethrus серhalotes") понимаются два разных вида: Lethrus (Ceratodirus) cephalotes Pallas, 1771 и ошибочно указываемое и употребляемое название в старой литературе (18-19 века), приводимое для вида Lethrus (s. str.) apterus (Laxman, 1770).
С этим связана и указываемая путаница в распространении вида Lethrus (Ceratodirus) cephalotes Pallas, 1771, распространение которого ограничено небольшой областью в Казахстане. Вместе с тем, собственно Lethrus (s. str.) apterus (Laxman, 1770) не встречается в азиатском регионе вообще, но широко распространён на территории от Западной Европы до юга Российской Федерации (река Дон ранее считалась границей распространения этого вида, однако относительно недавно были произведены находки и на правом берегу Дона).

## Описание
Длина тела 11—18 мм. Тело черного цвета с синеватым отливом. Голова крупная с большими челюстями (особенно у самцов), часто сверху пунктирована — отдельные точки могут сливаться в морщинки. Переднеспинка с широко закругленными краями, как передними так и задними. Её диск в пунктировке. Придаток на левой мандибуле самцов выдается вперед в виде треугольника (диагностический признак). Придаток на вершине правой мандибулы — развит. Крылья не развиты, надкрылья срощены.

## Распространение
Lethrus серhalotes населяет степи Западного Казахстана до правобережья Эмбы на юге, на востоке ареал ограничен левобережьем реки Орь.
Обитает в степных стациях, жуки активны с апреля до начала июня.

## Питание
Обгрызает почки и молодые побеги различных растений, особенно виноградной лозы. Зарегистрирован как сельскохозяйственный вредитель.

## Размножение
Весной жуки (и самцы и самки) роют в земле норки, которые наполняются утрамбованными зелеными частицами растений (растения заготавливают оба пола) и норка опять закапывается. В закрытых норах заготовленный утрамбованный корм начинает бродить, обрабатывается грибками и бактериями и постепенно превращается в своеобразный силос. Именно этим силосом питаются личинки жуков. В каждую норку самка откладывает по одному яйцу.